# Þorbjörn Hornklofi
Þorbjörn Hornklofi Hornklofi (IX secolo – dopo 900) è stato un poeta norvegese e il suo soprannome significa "Artiglio di Corno".

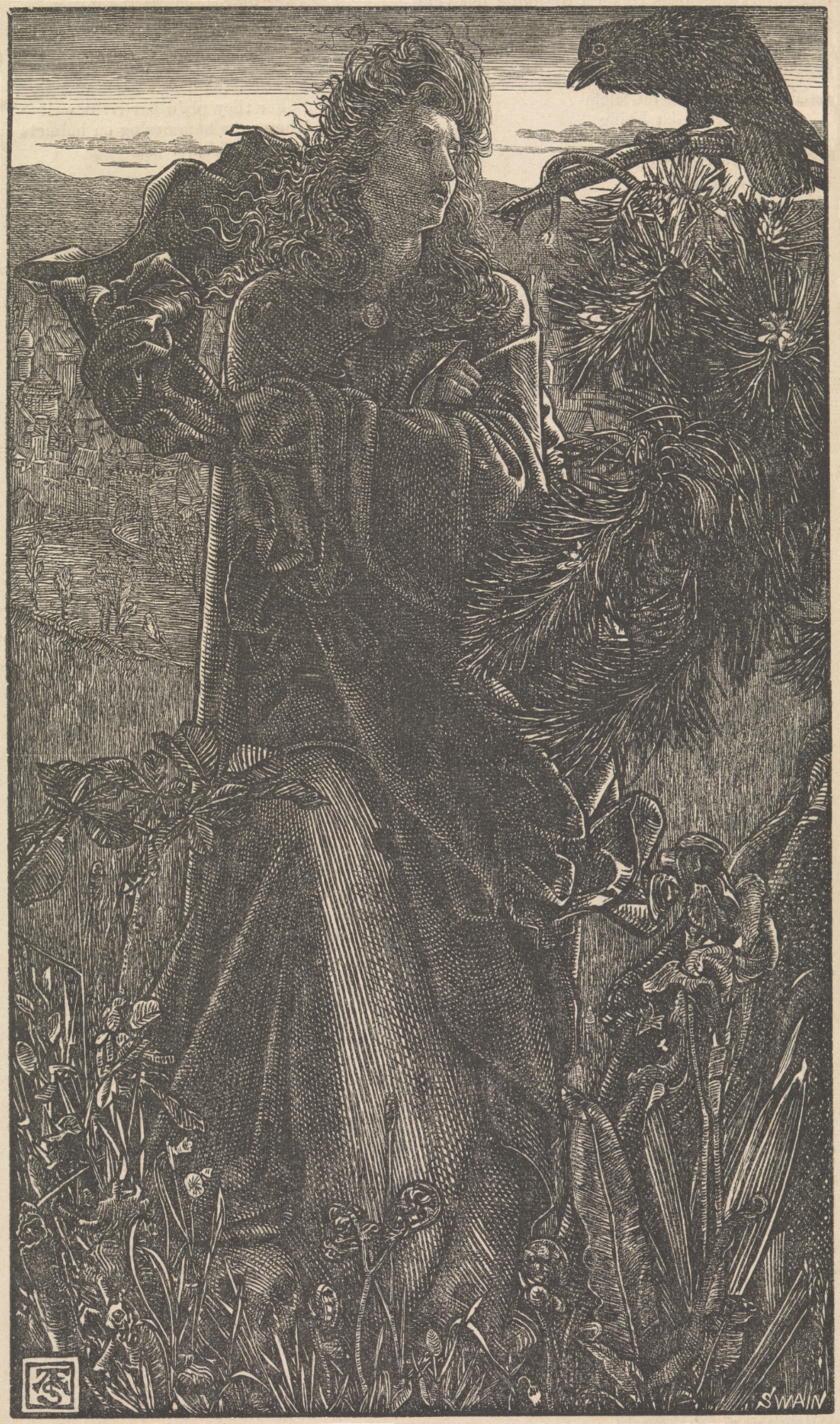
La valchiria che parla con il corvo. Illustrazione da Hrafnsmál o Haraldskvæði di Þórbjörn Hornklofi.

Fu poeta di corte e amico intimo di re Harald I di Norvegia, per il quale dedicò le uniche due opere a noi pervenute: Glymdrápa e Hrafnsmál (noto anche come Haraldskvæði). La Glymdrápa (Drápa del Fragore) è il più antico poema scritto in dróttkvætt giunto fino a noi e che descrive gli atti di un re vivente. Fino ad allora pare che si componesse solo su re già defunti. Il Hrafnsmál (Dialogo del Corvo) è un altro poema su Haraldr e utilizza il metro málaháttr. Si tratta di un dialogo in versi tra una valchiria e un corvo che elogiano le qualità di Haraldr e sottolineano la sua generosità verso gli scaldi. Si è avanzata l'ipotesi che il Hrafnsmál sia stato successivamente modificato da Þjóðólfr da Hvinir. 
Di Þorbjörn abbiamo anche una lausavísa, conservata nella Heimskringla di Snorri Sturluson.
La Egils saga nomina Þorbjörn come uno dei tre scaldi favoriti di Harald Bellachioma, accanto ad Auðunn illskælda e Ölvir hnúfa, e lo stesso fa la Hemings þáttr Áslákssonar. Questo avvalora la storicità di Þorbjörn, più volte messa in discussione.